# إيثان كوين
إيثان كوين (بالألمانية: Ethan Coen) (و. 1957 – م) هو مخرج سينمائي، ومنتج أفلام، وكاتب سيناريو، ومصور سينمائي، ومونتير، وممثل، ومنتج تلفزيوني من الولايات المتحدة الأمريكية . ولد في سانت لويس بارك .

## التعليم
تعلم في جامعة برنستون، في تخصص فلسفة، وتحصل منها على بكالوريوس في الفنون، وUniversity of Toronto Mississauga ‏، وBard College at Simon's Rock ‏

## جوائز وترشيحات
حصل على جوائز منها:
- جائزة الجمعية الوطنية للنقاد السينمائيين لأفضل مخرج  [لغات أخرى]‏، عن عمل:داخل لوين ديفيس (2013)
- National Board of Review Award for Best Original Screenplay [الإنجليزية]‏، عن عمل:رجل جاد (2009)
- جائزة الجمعية الوطنية الأمريكية للنقاد السينمائيين لأفضل سيناريو [الإنجليزية]‏، عن عمل:رجل جاد (2009)
- جائزة نقابة المنتجين الأمريكية لأفضل مسرحية سينمائية  [لغات أخرى]‏، عن عمل:لا بلد للعجائز (2008)
- جائزة البافتا لأفضل إخراج  [لغات أخرى]‏، عن عمل:لا بلد للعجائز (2008)
- Writers Guild of America Award for Best Adapted Screenplay [الإنجليزية]‏، عن عمل:لا بلد للعجائز (2008)
- New York Film Critics Circle Award for Best Director [الإنجليزية]‏، عن عمل:لا بلد للعجائز (2007)
- جائزة لندن السينمائية لنقاد السينما لفيلم السنة، عن عمل:لا بلد للعجائز (2007)
- Toronto Film Critics Association Award for Best Director [الإنجليزية]‏، عن عمل:لا بلد للعجائز (2007)
- جائزة المجلس الوطني للمراجعة لأفضل فيلم  [لغات أخرى]‏، عن عمل:لا بلد للعجائز (2007)
- Toronto Film Critics Association Award for Best Film [الإنجليزية]‏، عن عمل:لا بلد للعجائز (2007)
- جائزة دائرة نقاد الأفلام في نيويورك لأفضل فيلم  [لغات أخرى]‏، عن عمل:لا بلد للعجائز (2007)
- جائزة نقابة المخرجين الأمريكيين لأبرز إنجاز إخراجي لفيلم  [لغات أخرى]‏، عن عمل:لا بلد للعجائز (2007)
- جائزة ساتيلايت لأفضل مخرج [الإنجليزية]‏، عن عمل:لا بلد للعجائز (2007)
- جائزة غولدن غلوب لأفضل سيناريو، عن عمل:لا بلد للعجائز (2007)
- San Francisco Bay Area Film Critics Circle Award for Best Director [الإنجليزية]‏، عن عمل:لا بلد للعجائز (2007)
- Critics' Choice Movie Award for Best Director [الإنجليزية]‏، عن عمل:لا بلد للعجائز (2007)
- جائزة الروح المستقلة لأفضل سيناريو [الإنجليزية]‏، عن عمل:فارغو (1997)
- جائزة نقابة الكتاب الأمريكية عن فئة أفضل سيناريو أصلي [الإنجليزية]‏، عن عمل:فارغو (1997)
- London Film Critics' Circle Award for Director of the Year [الإنجليزية]‏، عن عمل:فارغو (1996)
- جائزة لندن السينمائية لنقاد السينما لفيلم السنة، عن عمل:فارغو (1996)
- Australian Film Institute Award for Best Foreign Film [الإنجليزية]‏، عن عمل:فارغو (1996)
- السعفة الذهبية، عن عمل:Barton Fink (1991)
- Grand Jury Prize Dramatic [الإنجليزية]‏، عن عمل:Blood Simple (1985)
- جائزة الأوسكار لأفضل فيلم، عن عمل:لا بلد للعجائز
- جائزة الأوسكار لأفضل كتابة "سيناريو أصلي"، عن عمل:فارغو
- جائزة الأوسكار لأفضل كتابة "سيناريو مقتبس"، عن عمل:لا بلد للعجائز
- جائزة الأوسكار لأفضل مخرج، عن عمل:لا بلد للعجائز.

ترشح لـ:
- BAFTA Award for Best Original Screenplay، عن عمل:داخل لوين ديفيس (2014)
- Satellite Award for Best Director، عن عمل:داخل لوين ديفيس (2013)
- Broadcast Film Critics Association Award for Best Screenplay، عن عمل:داخل لوين ديفيس (2013)
- جائزة الجمعية الوطنية للنقاد السينمائيين لأفضل مخرج، عن عمل:داخل لوين ديفيس (2013)
- Satellite Award for Best Original Screenplay، عن عمل:داخل لوين ديفيس (2013)
- AACTA International Award for Best Screenplay، عن عمل:داخل لوين ديفيس (2013)
- جائزة غولدن غلوب لأفضل أغنية أصلية (2013)
- National Society of Film Critics Award for Best Screenplay، عن عمل:داخل لوين ديفيس (2013)
- جائزة نقابة المنتجين الأمريكية لأفضل مسرحية سينمائية، عن عمل:عزم حقيقي (2011)
- BAFTA Award for Best Adapted Screenplay، عن عمل:عزم حقيقي (2011)
- جائزة البافتا لأفضل فيلم، عن عمل:عزم حقيقي (2011)
- Writers Guild of America Award for Best Adapted Screenplay، عن عمل:عزم حقيقي (2011)
- جائزة الروح المستقلة لأفضل مخرج، عن عمل:رجل جاد (2010)
- Broadcast Film Critics Association Award for Best Director، عن عمل:عزم حقيقي (2010)
- Writers Guild of America Award for Best Original Screenplay، عن عمل:رجل جاد (2010)
- BAFTA Award for Best Original Screenplay، عن عمل:رجل جاد (2010)
- Broadcast Film Critics Association Award for Best Screenplay، عن عمل:رجل جاد (2009)
- BAFTA Award for Best Original Screenplay، عن عمل:يحرق بعد القراءة (2009)
- National Society of Film Critics Award for Best Screenplay، عن عمل:رجل جاد (2009)
- Writers Guild of America Award for Best Original Screenplay، عن عمل:يحرق بعد القراءة (2009)
- Satellite Award for Best Original Screenplay، عن عمل:رجل جاد (2009)
- جائزة نقابة المنتجين الأمريكية لأفضل مسرحية سينمائية، عن عمل:لا بلد للعجائز (2008)
- Writers Guild of America Award for Best Adapted Screenplay، عن عمل:لا بلد للعجائز (2008)
- Broadcast Film Critics Association Award for Best Comedy Film، عن عمل:يحرق بعد القراءة (2008)
- BAFTA Award for Best Editing، عن عمل:لا بلد للعجائز (2008)
- جائزة البافتا لأفضل فيلم، عن عمل:لا بلد للعجائز (2008)
- جائزة البافتا لأفضل إخراج، عن عمل:لا بلد للعجائز (2008)
- BAFTA Award for Best Adapted Screenplay، عن عمل:لا بلد للعجائز (2008)
- جائزة نقابة المخرجين الأمريكيين لأبرز إنجاز إخراجي لفيلم، عن عمل:لا بلد للعجائز (2007)
- جائزة غولدن غلوب لأفضل سيناريو، عن عمل:لا بلد للعجائز (2007)
- Broadcast Film Critics Association Award for Best Director، عن عمل:لا بلد للعجائز (2007)
- جائزة ساتالايت لأفضل تحرير، عن عمل:لا بلد للعجائز (2007)
- Satellite Award for Best Adapted Screenplay، عن عمل:لا بلد للعجائز (2007)
- جائزة الجمعية الوطنية للنقاد السينمائيين لأفضل مخرج، عن عمل:لا بلد للعجائز (2007)
- Satellite Award for Best Director، عن عمل:لا بلد للعجائز (2007)
- جائزة الغولدن غلوب لأفضل فيلم - دراما، عن عمل:لا بلد للعجائز (2007)
- جائزة غولدن غلوب لأفضل مخرج، عن عمل:لا بلد للعجائز (2007)
- Broadcast Film Critics Association Award for Best Screenplay، عن عمل:لا بلد للعجائز (2007)
- Writers Guild of America Award for Best Original Screenplay، عن عمل:The Man Who Wasn't There (2002)
- Broadcast Film Critics Association Award for Best Screenplay، عن عمل:The Man Who Wasn't There (2001)
- جائزة غولدن غلوب لأفضل سيناريو، عن عمل:The Man Who Wasn't There (2001)
- Nebula Award for Best Script، عن عمل:O Brother, Where Art Thou? (2001)
- Satellite Award for Best Adapted Screenplay، عن عمل:O Brother, Where Art Thou? (2001)
- جائزة الغولدن غلوب لأفضل فيلم - دراما، عن عمل:The Man Who Wasn't There (2001)
- BAFTA Award for Best Original Screenplay، عن عمل:O Brother, Where Art Thou? (2001)
- جائزة الغولدن غلوب لأفضل فيلم - موسيقي أو كوميدي، عن عمل:O Brother, Where Art Thou? (2000)
- BAFTA Award for Best Original Screenplay، عن عمل:فارغو (1997)
- جائزة ساتالايت لأفضل تحرير، عن عمل:فارغو (1997)
- جائزة نقابة المنتجين الأمريكية لأفضل مسرحية سينمائية، عن عمل:فارغو (1997)
- Writers Guild of America Award for Best Original Screenplay، عن عمل:فارغو (1997)
- BAFTA Award for Best Editing، عن عمل:فارغو (1997)
- جائزة سيزر لأفضل فيلم أجنبي، عن عمل:فارغو (1997)
- Satellite Award for Best Original Screenplay، عن عمل:فارغو (1997)
- جائزة البافتا لأفضل فيلم، عن عمل:فارغو (1997)
- Independent Spirit Award for Best Screenplay، عن عمل:فارغو (1997)
- Australian Film Institute Award for Best Foreign Film، عن عمل:فارغو (1996)
- جائزة الغولدن غلوب لأفضل فيلم - موسيقي أو كوميدي، عن عمل:فارغو (1996)
- جائزة غولدن غلوب لأفضل سيناريو، عن عمل:فارغو (1996)
- National Society of Film Critics Award for Best Screenplay، عن عمل:ريسينغ أريزونا (1987)
- Independent Spirit Award for Best Screenplay، عن عمل:Blood Simple (1986)
- جائزة الأوسكار لأفضل كتابة "سيناريو أصلي"، عن عمل:جسر الجواسيس
- جائزة الأوسكار لأفضل كتابة "سيناريو أصلي"، عن عمل:فارغو
- جائزة الأوسكار لأفضل تحرير فيلم، عن عمل:لا بلد للعجائز
- جائزة الأوسكار لأفضل مخرج، عن عمل:عزم حقيقي
- جائزة الأوسكار لأفضل تحرير فيلم، عن عمل:فارغو
- جائزة الأوسكار لأفضل كتابة "سيناريو أصلي"، عن عمل:رجل جاد
- جائزة الأوسكار لأفضل فيلم، عن عمل:فارغو
- جائزة الأوسكار لأفضل كتابة "سيناريو مقتبس"، عن عمل:لا بلد للعجائز
- جائزة الأوسكار لأفضل فيلم، عن عمل:عزم حقيقي
- جائزة الأوسكار لأفضل كتابة "سيناريو مقتبس"، عن عمل:O Brother, Where Art Thou?
- جائزة الأوسكار لأفضل فيلم، عن عمل:رجل جاد
- جائزة الأوسكار لأفضل كتابة "سيناريو مقتبس"، عن عمل:عزم حقيقي
- جائزة الأوسكار لأفضل فيلم، عن عمل:لا بلد للعجائز
- جائزة الأوسكار لأفضل مخرج، عن عمل:لا بلد للعجائز.

## روابط خارجية
- إيثان كوين على موقع IMDb (الإنجليزية)
- إيثان كوين على موقع الموسوعة البريطانية (الإنجليزية)
- إيثان كوين على موقع مونزينجر (الألمانية)
- إيثان كوين على موقع قاعدة بيانات الأفلام العربية
- إيثان كوين على موقع ألو سيني (الفرنسية)
- إيثان كوين على موقع أول موفي (الإنجليزية)
- إيثان كوين على موقع بوكس أوفيس موجو (الإنجليزية)
- إيثان كوين على موقع قاعدة بيانات برودواي على الإنترنت (الإنجليزية)
- إيثان كوين على موقع قاعدة بيانات الأفلام السويدية (السويدية)
- إيثان كوين على موقع إن إن دي بي (الإنجليزية)